# Adrian (Minnesota)
Adrian es una ciudad ubicada en el condado de Nobles en el estado estadounidense de Minnesota. En el Censo de 2010 tenía una población de 1209 habitantes y una densidad poblacional de 420,54 personas por km².

## Geografía
Adrian se encuentra ubicada en las coordenadas 43°38′1″N 95°56′1″O / 43.63361, -95.93361. Según la Oficina del Censo de los Estados Unidos, Adrian tiene una superficie total de 2.87 km², de la cual 2.87 km² corresponden a tierra firme y (0%) 0 km² es agua.

## Demografía
Según el censo de 2010, había 1209 personas residiendo en Adrian. La densidad de población era de 420,54 hab./km². De los 1209 habitantes, Adrian estaba compuesto por el 95.29% blancos, el 0.41% eran afroamericanos, el 0% eran amerindios, el 1.16% eran asiáticos, el 0% eran isleños del Pacífico, el 1.08% eran de otras razas y el 2.07% pertenecían a dos o más razas. Del total de la población el 4.14% eran hispanos o latinos de cualquier raza.